# Machine Dreams
Machine Dreams è il secondo album in studio del gruppo musicale di musica elettronica svedese Little Dragon, pubblicato nel 2009.

## Tracce
1. A New – 4:02
2. Looking Glass – 4:55
3. My Step – 3:27
4. Feather – 4:53
5. Thunder Love – 3:54
6. Never Never – 3:37
7. Runabout – 4:22
8. Swimming – 3:38
9. Blinking Pigs – 3:39
10. Come Home – 4:13
11. Fortune – 3:12